# Abutilon indicum
Abutilon indicum is een plantensoort uit de kaasjeskruidfamilie (Malvaceae). Het is een rechtopgaande en veelvertakte, meestal meerjarige plant. De houtachtige stengels kunnen tot ongeveer 2 meter hoog worden.
De soort komt voor op de Mascarenen en van (sub)tropisch Azië tot in het westelijke deel van het Pacifisch gebied. Hij groeit daar van zeeniveau tot 700 meter hoogte in open gebieden, onbebouwd land en verstoorde omgevingen.